# Альбер Доза
Альбер Доза (фр. Albert Dauzat; 4 липня 1877, Гере, Крез, Франція — 31 жовтня 1955, Париж, Франція) — французький мовознавець.

## Життєпис
Здобув середню освіту в Осері та Шартрі, після чого вивчав право та витончені мистецтва в Сорбонні, де 1906 року захистив дисертацію «Есе про лінгвістичну методологію в галузі романських мов та діалектів» (фр. Essai de méthodologie linguistique dans le domaine des langues et des patois romans). Після цього продовжив дослідження в Практичній школі вищих досліджень, був учнем знаменитого лінгвіста Ж. Жільєрона. 1913 року став ад'юнкт-професором Практичної школи, потім, 1921 року — директором із досліджень. Його роботи того періоду зберігають своє значення досі, що відзначав, зокрема, історик Люсьєн Февр. Праці Доза вважаються піонерними роботами в галузі антропоніміки та наукової топоніміки у Франції.
Французьке товариство ономастики від 1956 року раз на два роки присуджує вченим франкомовних країн премію Альбера Доза за видатні роботи з топоніміки та антропоніміки.
Засновник та директор найбільшого французького лінгвістичного журналу Le Français moderne (видається з 1933 року) та журналу Revue internationale d'onomastique, що виходив у Парижі від 1949 до 1973 року.
Помер 1955 року у своєму будинку на вулиці Франсуа-Коппе, 2 в XV окрузі Парижа. Похований разом зі своєю дружиною та батьком на 12-й ділянці муніципального кладовища Габріеля Пері в Коломбі (О-де-Сен).
Доводиться двоюрідним дідом перекладачеві та есеїсту П'єру-Еммануелю Доза (нар. 1958).

## Найважливіші публікації
- L'argot des poilus; dictionnaire humoristique et philologique du langage des soldats de la grande guerre de 1914, 1918
- La géographie linguistique, 1922
- Les noms de lieux, origine et évolution; villes et villages--pays--cours d'eau--montagnes--lieux-dits, 1926
- Les argots: caractères, évolution, influence, 1928
- Le génie de la langue française, 1942
- Grammaire raisonnée de la langue française, 1947
- Dictionnaire étymologique des noms de famille et prénoms de France, 1951